# Fernsehen mit deiner Schwester
Fernsehen mit deiner Schwester ist ein Pop-Song von Bernd Begemann, der 1999 erste Bekanntheit in einer Version der Band Echt erlangte.

## Veröffentlichungsgeschichte
Der Song erschien mit Begemann als Interpret erstmals im Jahr 2000 auf Begemanns Album Sag Hallo zur Hölle, wurde aber bereits 1999 als B-Seite des größten Erfolgshits der Band Echt Du trägst keine Liebe in dir in einer Version ebendieser Popgruppe einem breiten Publikum bekannt. Mit der Veröffentlichung dieses Covers vor der Originalversion bildet Fernsehen mit deiner Schwester eine Ausnahmeerscheinung innerhalb der Geschichte der Popmusik.
Die Zeitschrift Musikexpress wählte den Song in Begemanns Version 2013 für eine Kompilations-CD aus, um das Best-of-Album Der brennende Junge Begemanns zu bewerben. Über Best-of-Kompilationen hinaus befindet sich der Song auch auf Live-Alben von Bernd Begemann und die Befreiung.
Am 10. März 2005 spielte Begemann Fernsehen mit deiner Schwester live im WDR-Rockpalast in der Harmonie in Bonn. Diese Fernsehsendung wurde als DVD in den Handel gebracht.

## Rezeption
Fernsehen mit deiner Schwester wurde 2022 in die Pop-Anthologie der Frankfurter Allgemeine Zeitung aufgenommen.

## Sonstiges
2003 veröffentlichten der Echt-Sänger Kim Frank und Bernd Begemann, der auf seiner Homepage schreibt, er habe sich durch das Echt-Cover von Fernsehen mit deiner Schwester geehrt gefühlt, mit Bis Du den richtigen triffst — nimm mich eine gemeinsame Single. Kim Frank fotografierte auch die Cover für die Single und das dazugehörige Album endlich.